# Ф'юджі
Ф'юджі (італ. Fiuggi) — муніципалітет в Італії, у регіоні Лаціо,  провінція Фрозіноне.
Ф'юджі розташоване на відстані близько 65 км на схід від Рима, 22 км на північний захід від Фрозіноне.
Населення — 10 488 осіб (2014).
Щорічний фестиваль відбувається 3 лютого. Покровитель — святий Власій.

## Демографія
Населення за роками:

Станом на 1 січня 2023 року в муніципалітеті офіційно проживали 834 іноземці з 68 країн, серед них 382 громадяни країн Євросоюзу та 38 громадян України.

## Сусідні муніципалітети
- Акуто
- Ферентіно
- Гуарчино
- Пільйо
- Торре-Каєтані
- Треві-нель-Лаціо
- Тривільяно